# Borno (by)
Borno er en italiensk by (og kommune) i regionen Lombardiet i Italien, med omkring 2.423(2023) indbyggere.